# Bossay-sur-Claise
Bossay-sur-Claise è un comune francese di 847 abitanti situato nel dipartimento dell'Indre e Loira nella regione del Centro-Valle della Loira.

## Società

### Evoluzione demografica
Abitanti censiti